# Zentralgneis

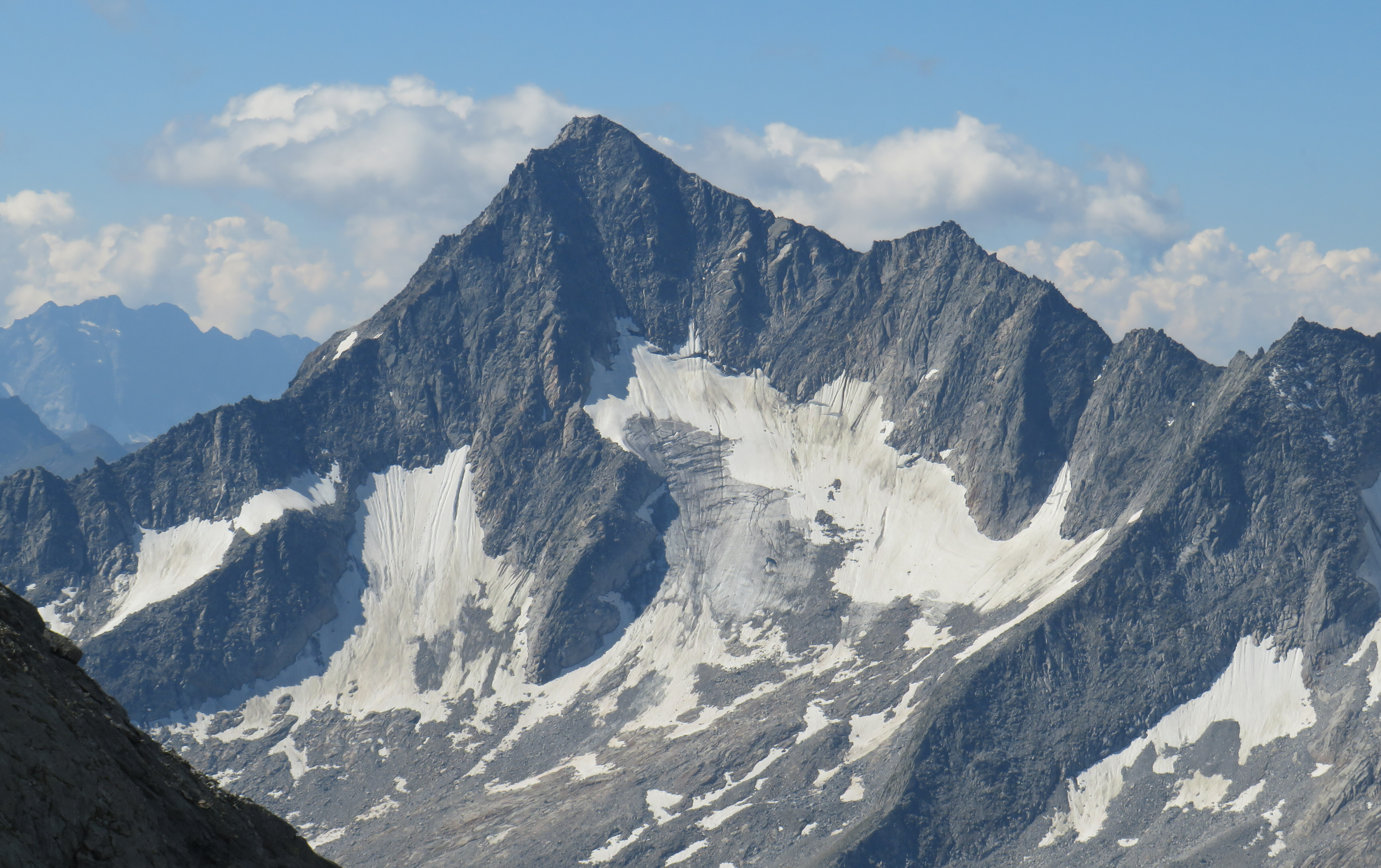
Rauhkofel in den Zillertaler Alpen. Typisch für den Zentralgneis sind scharfe, kompakte Grate und breite Kare

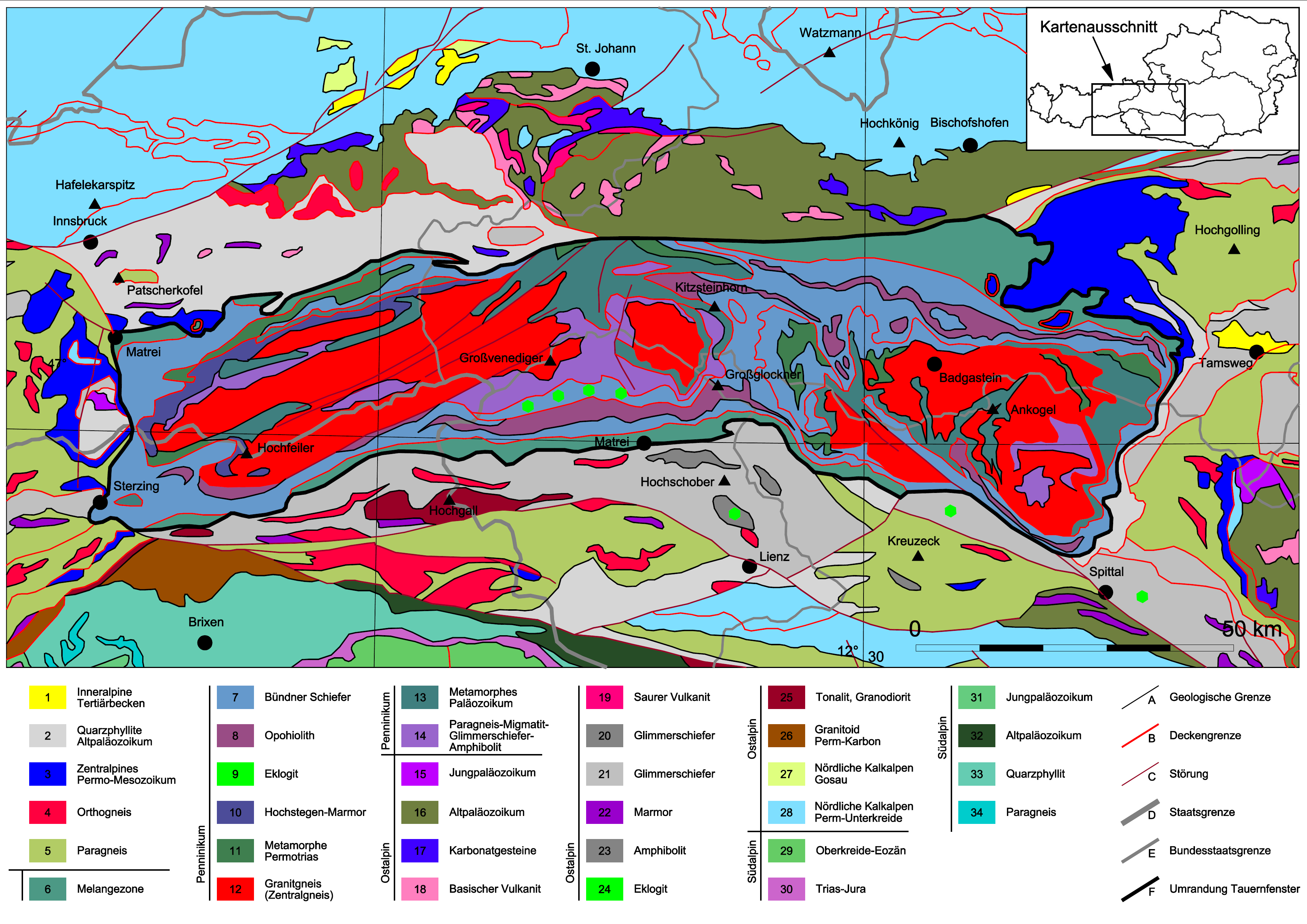
Geologische Karte des Tauernfensters (Zentralgneise in rot)

Als Zentralgneis werden Orthogneise im Tauernfenster der Ostalpen bezeichnet. Die Gneise entstanden während der alpidischen Orogenese durch Metamorphose aus Graniten, die im späten Karbon bis frühen Perm in das ältere Deckgebirge eingedrungen sind. Sie bilden die tektonisch tiefste Einheit des Tauernfensters und werden deshalb auch als Zentralgneiskerne bezeichnet. Da die durch die Metamorphose aufgeprägte Schieferung des Zentralgneises teilweise nur undeutlich ist, wurden die Zentralgneise historisch auch als „Zentralgranit“ bezeichnet – dies auch in Anlehnung an den (wirklichen) Granit des Aarmassivs und Gotthardmassivs in der Schweiz. 
Die Zentralgneiskerne werden von der paläozoischen Unteren Schieferhülle sowie der mesozoischen Oberen Schieferhülle umgeben, die beide ebenso die alpidische Metamorphose durchmachten. Zur Unteren Schieferhülle zählt auch das Alte Dach (überwiegend Paragneise), also die ältesten Deckgesteine, unter denen der Granit seinerzeit als Magma eingedrungen und erstarrt ist.

## Vorkommen
Entsprechend ihrem Auftreten werden die Zentralgneiskerne meist in Anlehnung an Gebirgsgruppen benannt (von West nach Ost):
- Tuxer-Kern
- Zillertaler-Venediger-Kern
- Ahorn-Kern
- Granatspitz-Kern
- Sonnblick-Kern
- Hölltor-Rotgülden-Kern
- Hochalm-Ankogel-Kern
- Gößgraben-Kern